# Olena Horodna
Olena Horodna (ukrainisch Олена Городна; * 6. Juli 2004 in Lwiw) ist eine ukrainische Biathletin, die seit 2024 regelmäßig im Weltcup startet.

## Sportliche Laufbahn
Olena Horodna gab ihr internationales Debüt bei den Jugendweltmeisterschaften 2020 in der Lenzerheide und kam wie auch im Folgejahr keine herausragenden Ergebnisse. Im Winter 2021/22 startete die Ukrainerin regelmäßig im IBU-Junior-Cup und verpasste im Staffelrennen von Martell als Vierte das Podest recht knapp. Im März 2022 flüchtete die Ukrainerin infolge des russischen Angriffs auf ihr Heimatland mit ihrer Familie nach Polen, ukrainische Biathleten nahmen zu dieser Zeit aufgrund des Krieges an keinem Wettkampf teil. Mit Unterstützung des tschechischen Verbandes bekamen Horodna und ihre Schwester Julija im estnischen Otepää die Möglichkeit, im Falle Olena Horodnas ohne vorherige Rennerfahrungen im Erwachsenenbereich und im Alter von erst 17 Jahren, ein Sprintrennen im Weltcup bestreiten. Diesen schloss Horodna als 85. und damit letzte des Teilnehmerfeldes ab.
Im Winter 2022/23 lief Horodna wieder durchgehend auf Juniorenebene und erreichte im Februar 2023 in Haanja mit der Staffel einen Podestplatz. Erfolgreich schnitt sie auch bei den Jugendweltmeisterschaften 2023 ab, in deren Rahmen die Ukrainerin zwei siebte Ränge in Einzel und Sprint erreichte sowie (mit Oleksandra Merkuschyna, Bohdan Borkowskij und Mychailo Chmil) die Bronzemedaille mit der Mixedstaffel gewann. Im folgenden August ergatterte sie bei den Sommerbiathlon-Juniorenweltmeisterschaften außerdem im Supersprint und der Verfolgung Bronze. Zu Beginn der Saison 2023/24 gab sie in Kontiolahti ihr Debüt im IBU-Cup und erzielte mit einem 29. Rang im Einzel sofort Ranglistenpunkte. Daher bekam Horodna in Hochfilzen ihren ersten geplanten Weltcupeinsatz und belegte im Sprint Platz 68. Nachdem sie im Dezember im Juniorcup einen Sieg mit der Mixedstaffel feiern konnte, war sie nach dem Jahreswechsel wieder auf der höchsten Ebene im Einsatz und belegte in Oberhof mit Julija Dschyma, Anastassija Merkuschyna und Chrystyna Dmytrenko Platz acht. Eine weitere Bronzemedaille gewann sie bei den Sommerbiathlon-Juniorenweltmeisterschaften 2024 in Otepää im Sprintwettkampf.
Mit Beginn der Saison 2024/25 war Horodna erstmals regulärer Teil der Weltcupmannschaft. Während sie in den Einzelwettkämpfen zunächst keine nennenswerten Ergebnisse aufweisen konnte, überzeugte sie in nahezu allen Staffelrennen, mit denen sie im Saisonverlauf fünfmal die Top 10 erreichte. In Antholz lief die Ukrainerin im Sprint auf Rang 49 und erreichte somit ihr erstes Verfolgungsrennen auf Weltcupebene, auch an den Weltmeisterschaften nahm sie teil und wurde unter anderem 61. des Einzels. Während bei den Juniorenweltmeisterschaften mit Platz vier im Sprint knapp keine Medaille heraussprang, überzeugte Horodna beim Weltcup auf der Pokljuka in Slowenien. Im Einzel gelang es ihr zum ersten Mal in ihrer Karriere, alle zwanzig Scheiben zu treffen, wonach sie im Endklassement Rang 13 belegte, damit erstmals Weltcuppunkte sammelte, und sich für den Massenstart qualifizieren konnte, welchen sie als 24. abschloss. Auch beim letzten Weltcupwochenende in Oslo zeigte die 20-Jährige mit Platz 15 im Sprint eine starke Leistung, im saisonschließenden Massenstart belegte sie den 23. Rang.

## Persönliches
Horodna stammt aus Iwano-Frankowe in der Nähe ihrer Geburtsstadt Lwiw. Ihre drei Jahre ältere Schwester Julija ist ebenfalls als Biathletin aktiv.

## Statistiken

### Weltcupplatzierungen
Die Tabelle zeigt alle Platzierungen (je nach Austragungsjahr einschließlich Olympische Spiele und Weltmeisterschaften).
- 1.–3. Platz: Anzahl der Podiumsplatzierungen
- Top 10: Anzahl der Platzierungen unter den ersten zehn (einschließlich Podium)
- Punkteränge: Anzahl der Platzierungen innerhalb der Punkteränge (einschließlich Podium und Top 10)
- Starts: Anzahl gelaufener Rennen in der jeweiligen Disziplin
- Staffel: inklusive Mixed- und Single-Mixed-Staffeln

| Platzierung               | Einzel | Sprint | Verfolgung | Massenstart | Staffel | Gesamt |
| ------------------------- | ------ | ------ | ---------- | ----------- | ------- | ------ |
| 1. Platz                  |        |        |            |             |         |        |
| 2. Platz                  |        |        |            |             |         |        |
| 3. Platz                  |        |        |            |             |         |        |
| Top 10                    |        |        |            |             | 6       | 6      |
| Punkteränge               | 1      | 1      |            | 2           | 8       | 12     |
| Starts                    | 2      | 9      | 2          | 2           | 8       | 23     |
| Stand: Saisonende 2024/25 |        |        |            |             |         |        |

### Weltcupwertungen
Ergebnisse bei Weltcups (Disziplinen- und Gesamtweltcup) gemäß Punktesystem.
| Saison  | Einzel | Einzel | Sprint | Sprint | Verfolgung | Verfolgung | Massenstart | Massenstart | Gesamt | Gesamt |
| Saison  | Platz  | Punkte | Platz  | Punkte | Platz      | Punkte     | Platz       | Punkte      | Platz  | Punkte |
| ------- | ------ | ------ | ------ | ------ | ---------- | ---------- | ----------- | ----------- | ------ | ------ |
| 2024/25 | 38.    | 28     | 59.    | 26     | –          | –          | 38.         | 30          | 51.    | 84     |

### Biathlon-Weltmeisterschaften
Ergebnisse bei den Weltmeisterschaften:
| Weltmeisterschaften | Weltmeisterschaften | Einzelwettbewerbe | Einzelwettbewerbe | Einzelwettbewerbe | Einzelwettbewerbe | Staffelwettbewerbe | Staffelwettbewerbe | Staffelwettbewerbe |
| Jahr                | Ort                 | Einzel            | Sprint            | Verfolgung        | Massenstart       | Frauenstaffel      | Mixedstaffel       | S.-M.-Staffel      |
| ------------------- | ------------------- | ----------------- | ----------------- | ----------------- | ----------------- | ------------------ | ------------------ | ------------------ |
| 2025                | Lenzerheide         | 61.               | 75.               | –                 | –                 | 11.                | –                  | –                  |

### Jugend-/Juniorenweltmeisterschaften
Horodna nahm bis 2023 an den Jugend-, ab 2024 an den Juniorenwettkämpfen teil.
| Weltmeisterschaften | Weltmeisterschaften | Einzelwettbewerbe | Einzelwettbewerbe | Einzelwettbewerbe | Einzelwettbewerbe | Staffelwettbewerbe | Staffelwettbewerbe |
| Jahr                | Ort                 | Einzel            | Sprint            | Verfolgung        | Massenstart 60    | Damenstaffel       | Mixedstaffel       |
| ------------------- | ------------------- | ----------------- | ----------------- | ----------------- | ----------------- | ------------------ | ------------------ |
| 2020                | Lenzerheide         | 54.               | 59.               | 45.               | nicht ausgetragen | 11.                | nicht ausgetragen  |
| 2021                | Obertilliach        | 19.               | 39.               | 25.               | nicht ausgetragen | 13.                | nicht ausgetragen  |
| 2023                | Schtschutschinsk    | 7.                | 7.                | 11.               | nicht ausgetragen | 4.                 | 3.                 |
| 2024                | Otepää              | 19.               | 18.               | nicht ausgetragen | 15.               | 8.                 | 8.                 |
| 2025                | Östersund           | 7.                | 4.                | nicht ausgetragen | 15.               | 4.                 | 5.                 |

### Junior-Cup-Siege
| Nr. | Datum         | Ort     | Disziplin      |
| --- | ------------- | ------- | -------------- |
| 1.  | 15. Dez. 2023 | Ridnaun | Mixedstaffel 1 |